# Velha Tjikko

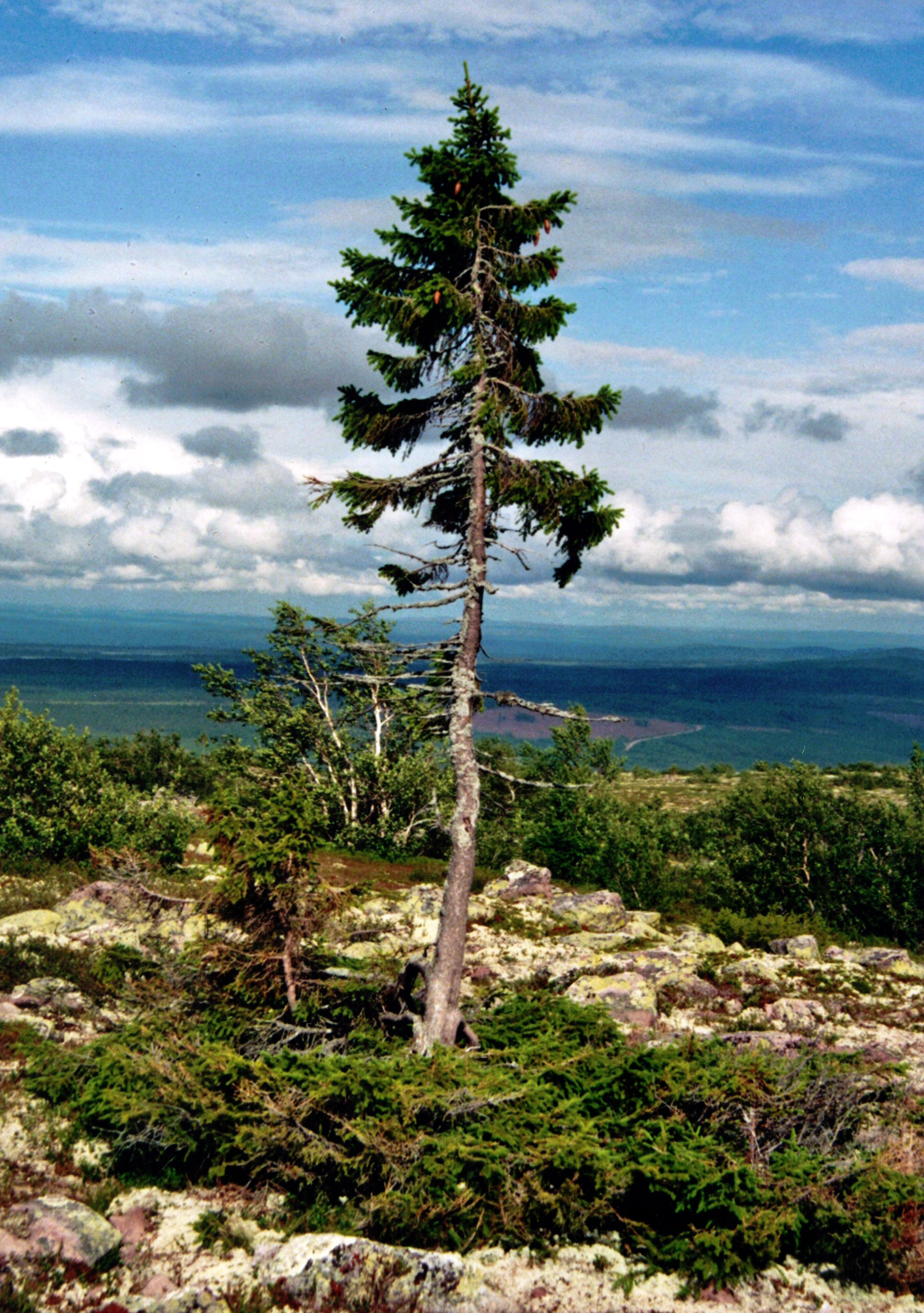
Tjikko velho

Velha Tjikko é um abeto norueguês de 9.550 anos, localizado na província de Fulufjället Mountain of Dalarna, na Suécia. A velha Tjikko ganhou fama originalmente como a "árvore mais antiga do mundo". A Velha Tjikko é, no entanto, uma árvore clonal que regenerou novos troncos, galhos e raízes ao longo de milênios, em vez de uma árvore individual de grande idade. A Velha Tjikko é reconhecida como a mais antiga Picea viva e a terceira mais antiga árvore clonal conhecida. 
A idade da árvore foi determinada pela datação por carbono do material vegetal geneticamente compatível coletado de debaixo da árvore, pois a dendrocronologia causaria danos. Estima-se que o tronco em si tenha apenas algumas centenas de anos, mas a planta sobreviveu por muito mais tempo devido a um processo conhecido como estratificação (quando um galho entra em contato com o solo, brota uma nova raiz) ou clonagem vegetativa (quando o tronco morre, mas o sistema raiz ainda está ativo, ele pode gerar um novo tronco). 

## Descoberta e detalhes

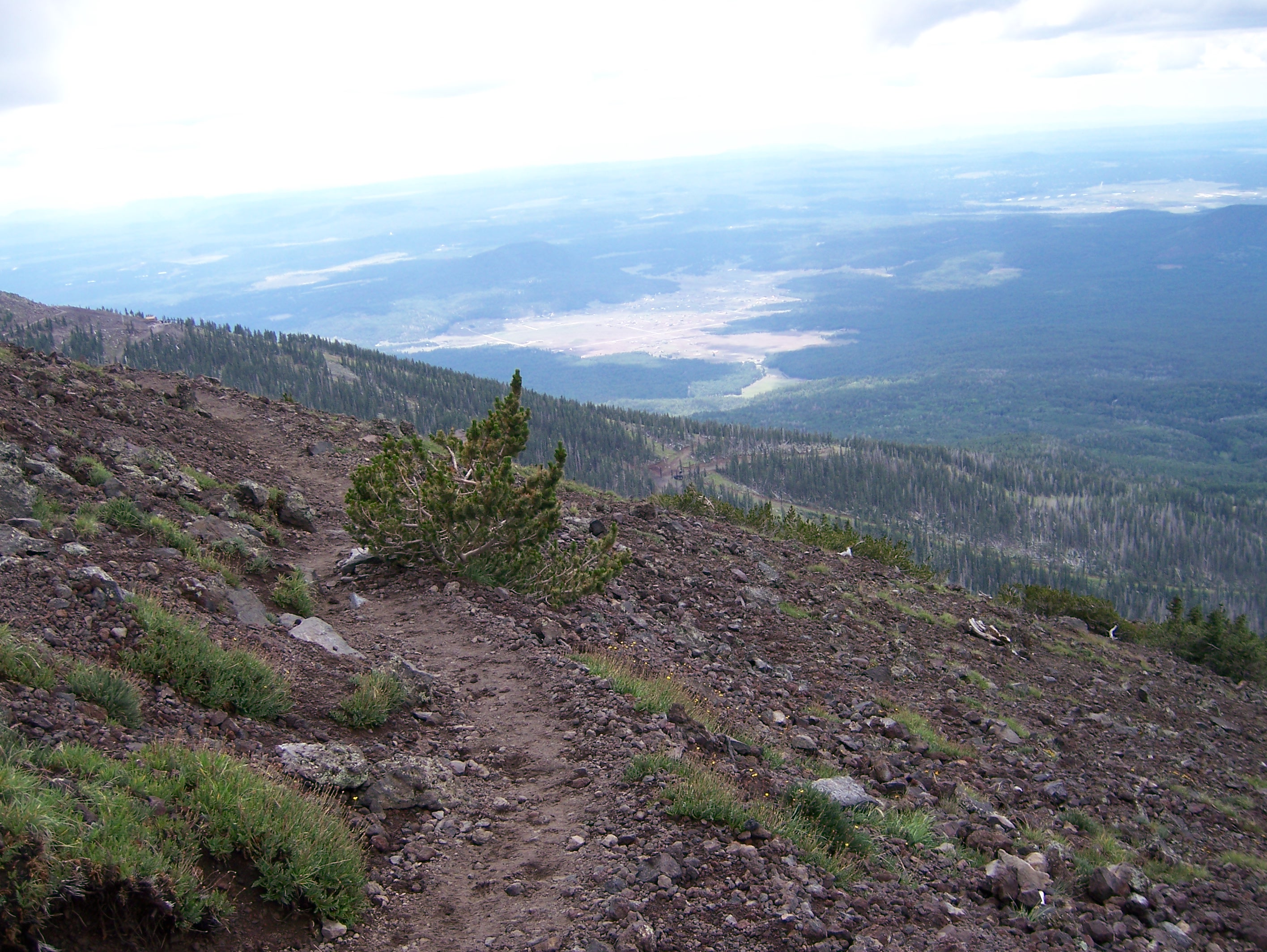
Exemplo de árvore atrofiada que exibe uma formação de krummholz

A Velha Tjikko foi localizada em 2004 por Leif Kullman, que iniciou os estudos junto de uma equipe. O sistema radicular de Old Tjikko é estimado em 9 566  anos, tornando-o o abeto da Noruega mais antigo conhecido do mundo. Fica a 5 metros de altura e está localizado na província de Fulufjället Mountain of Dalarna, na Suécia. Por milhares de anos, a árvore apareceu em uma formação de arbustos atrofiada (também conhecida como formação de krummholz) devido aos extremos severos do ambiente em que vive. Durante o aquecimento do século XX, a árvore brotou em uma formação de árvore normal. O homem que descobriu a árvore, Leif Kullman (professor de Geografia Física da Universidade de Umeå), atribuiu esse crescimento ao aquecimento global e deu à árvore o apelido de "Velha Tjikko", em homenagem a seu falecido cachorro, da raça husky.
A árvore sobreviveu por tanto tempo devido à clonagem vegetativa. A árvore visível é relativamente jovem, mas faz parte de um sistema raiz mais antigo, que remonta a milhares de anos. O tronco da árvore pode morrer e voltar a crescer várias vezes, mas o sistema radicular da árvore permanece intacto e, por sua vez, brota outro tronco. O tronco só pode viver por cerca de 600 anos e, quando um tronco morre, outro volta a crescer em seu lugar. Além disso, a cada inverno, a neve pesada pode empurrar os galhos baixos da árvore para o nível do solo, onde eles se enraízam e sobrevivem para crescer novamente no próximo ano em um processo conhecido como estratificação. A estratificação ocorre quando o galho de uma árvore entra em contato com a terra e novas raízes brotam do ponto de contato. Sabe-se que outras árvores, como sequóias da costa e redcedares ocidentais, se reproduzem por camadas. A idade da árvore foi determinada pela datação por carbono-14 do sistema radicular, que encontrou raízes que remontam a 375, 5.660, 9.000 e 9.550 anos. A datação por carbono não é precisa o suficiente para determinar o ano exato em que a árvore brotou da semente; mas, dada a idade estimada, supõe-se que a árvore tenha brotado por volta de 7550 a. C. Para comparação, a invenção da escrita (e, portanto, o início da história registrada) não ocorreu até cerca de 4000 a. C. Os pesquisadores descobriram um conjunto de cerca de 20 abetos na mesma área, com mais de 8.000 anos de idade.
A idade estimada de Old Tjikko é próxima do que seria possível para essa área, já que a camada de gelo fenno-escandinava da última era glacial liberou a montanha Fulufjället há cerca de 10.000 anos atrás.
As autoridades de conservação da natureza consideraram colocar uma cerca em volta da árvore para protegê-la de possíveis vândalos ou caçadores de troféus.

## Acesso
Uma visita guiada, apenas pré-agendada, leva os turistas à árvore no verão.